# Mombaruzzo
Mombaruzzo là một đô thị ở tỉnh Asti vùng Piedmont thuộc Ý, nằm ở vị trí cách khoảng 70 km về phía đông nam của Torino và khoảng 25 km về phía đông nam của Asti. Tại thời điểm ngày 31 tháng 12 năm 2004, đô thị này có dân số 1.178 người và diện tích là 22,1 km².
Mombaruzzo giáp các đô thị: Bruno, Carentino, Cassine, Castelnuovo Belbo, Fontanile, Frascaro, Gamalero, Maranzana, Nizza Monferrato, Quaranti và Ricaldone.

## Quá trình biến động dân số
http://en.wikipedia.org/w/index.php?title=Mombaruzzo&action=edit
Editing Mombaruzzo - Wikipedia, the free encyclopedia